# Google Labs
Google Labs was een website waarop de nieuwe Google Inc. projecten getoond werden.
De hulpmiddelen die op Google Labs beschikbaar waren, waren de volgende:
- Aangepaste gebruikerspagina
- Google Extensions voor Firefox
- Google Persoonlijk
- Mijn zoekgeschiedenis
- Google Web Accelerator
- Google Ride Finder
- Google Suggest in het Japans
- Google Maps
- Google Suggest
- Google Scholar
- Site Flavored Google Search Box
- Froogle Wireless
- Google Compute
- Google Sets
- Google Notebook
- App Inventor (overgenomen door MIT)

Een aantal projecten dat eerder op Google Labs beschikbaar was, was uitgebreid geweest, waaronder de volgende:
- Google SMS: zoek Google via de mobiele telefoon
- Google Desktop 2: een programma dat bestanden op de computer en op het internet zoekt
- Google Groups 2
- Google Deskbar
- Web Alerts
- Search by Location
- Google Glossary
- Google News Alerts

## Afbouw
In juli 2011 besloot Google zijn Labsafdeling af te bouwen. Voor bepaalde experimenten betekent dit dat ze gestopt worden, andere worden op een ander niveau verder uitgewerkt.